# Eleonore Schikaneder
Eleonore Schikaneder, ursprungligen Maria Magdalena Art, född 17 februari 1751 i Herrmannstadt i Österrike-Ungern, död 22 juni 1821 i Wien, var en österrikisk skådespelare, sångare och teaterdirektör. 
Hon var dotter till regissören Franz Josef Moser (1717–1792) och gifte sig 1777 med Emanuel Schikaneder, från vilken hon skildes 1785.  
Schikaneder gjorde sin debut 1771 och var engagerad vid Andreas Joseph Schopfs teatersällskap 1776–1785, ledde ett eget teatersällskap 1785–1788 och var direktör för Freihaustheater från 1788. Hon uppträdde också på Theater an der Wien 1788–1821. 